# I'm Enterprise
I'm Enterprise Co., Ltd. (株式会社アイムエンタープライズ) er et japansk tegnefilmsdubber-bureau. De blev grundlagt i 1997 som et datterselskab af Vision Arts og har hovedsæde i Shibuya, Tokyo.

## Medarbejdere

### Kvinder
- Mayako Nigo
- Tomomi Hayasaka
- Yōko Hikasa
- Hiromi Hirata
- Yōko Honda
- Akiko Iijima
- Asaka Imai
- Michi Imase
- Momoko Ishikawa
- Yui Itsuki
- Kumi Kawai
- Yukiko Kikuchi
- Rie Kugimiya
- Natsuko Kuwatani
- MAKO
- Sachiko Matsukura
- Ayano Matsumoto
- Miho Miyagawa
- Risa Monma
- Tomoe Moromito
- Nana Nagayama
- Mai Nakahara
- Mayako Nina
- Yasuko Ohrai
- Tsumugi Ohsawa
- Chiwa Saitō
- Ayane Sakura
- Tomo Sakurai (i samarbejde med "Asakura Kaoru Engekidan")
- Yumi Shimura
- Mutsumi Tamura
- Yukari Tamura
- Mikako Takahashi
- Juri Takita
- Hiromi Tsunakake
- Kana Ueda
- Maaya Uchida
- Sayaka Uehara
- Naomi Wakabayashi
- Sayuri Yahagi
- Kazuha Yajima
- Akane Yamaguchi
- Maria Yamamoto
- Mayumi Yoshida

### Mænd
- Mitsuru Fujihara
- Hidetaka Hayakawa
- Takayuki Hayakawa
- Masao Imaseki
- Yūichi Ishida
- Kazutaka Ishii
- Masao Kagawa
- Daichi Kanbara
- Kazuki Kaneda
- Junji Majima
- Yoshitsugu Matsuoka
- Kazuya Murakami
- Yoshiya Naruke
- Masahiro Okazaki
- Yoshiki Ono
- Hiro Shimono
- Tatsuhisa Suzuki
- Motoki Takagi
- Takurō Takasaki
- Teruyuki Tanzawa
- Ryūma Watanabe

## Ekstern henvisning
- Officiel hjemmeside (japansk)